# Saurida elongata
Espèce
Statut de conservation UICN

 LC 29 janvier 2013 : Préoccupation mineure
Synonymes
- Aulopus elongatus
- Saurida elongatus

Saurida elongata est une espèce de poissons de la famille des Synodontidae.

## Systématique
L'espèce Saurida elongata a été décrite pour la première fois en 1846 par Coenraad Jacob Temminck (1778-1858) et Hermann Schlegel (1804–1884), sous le protonyme Aulopus elongatus.

### Synonymie
Selon Catalogue of Life :
- Aulopus elongatus Temminck & Schlegel, 1846
- Saurida elongatus (Temminck & Schlegel, 1846)

## Distribution
Cette espèce se rencontre dans le Pacifique ouest, au large des côte du Japon, de la Chine, de la Corée du Sud, de la Corée du Nord, de Taïwan.

## Description
Saurida elongata peut mesurer jusqu'à 50 cm, pour un poids maximum de 676 g bien que sa taille moyenne se situe plutôt aux environs des 35 cm.
Cette espèce se trouve principalement sur le plancher océanique au large, à des profondeurs variant généralement de 20 à 100 m.
Il s'agit d'un poisson allongé, à la mâchoire proéminente dont le ventre est clair et dont le dos est gris foncé, ce qui lui permet de se fondre dans son environnement.

## Étymologie
Son épithète spécifique, elongata, fait référence à son apparence allongée, permettant de le distinguer de Aulopus filamentosus auquel il était apparenté à tort à sa découverte.

## Comportement

### Prédateurs
Les juvéniles Saurida elongata sont parfois la proie des adultes.

### Proies
Saurida elongata chasse des crustacés et des petits poissons osseux comme Amblychaeturichthys hexanema, Leiognathus brevirostris, Repomucenus richardsonii ou Siganus canaliculatus.

### Parasites
Saurida elongata est l'hôte de divers ectoparasites copépodes comme Metataeniacanthus synodi, Taeniacanthus longicervis, Taeniacanthus sauridae ou Irodes upenei.
Saurida elongata héberge également plusieurs endoparasites digènes comme Lecithochirium cheni, Helicometrina execta, Tubulovesicula angusticauda, des nématodes comme Hysterothylacium gibsoni ou Hysterothylacium sinense ou encore des Myxozoa comme Ceratomyxa saurida

## Écologie et environnement
Saurida elongata se place généralement sur les sédiments des fonds, où il chasse à l'affût et capture les proies qui passent à proximité.
L'espèce pond des œufs sphériques dont le diamètre varie de 1 à 1,3 mm.
Contrairement à d'autres espèces du genre comme Saurida wanieso ou Saurida tumbil, le chorion ne présente pas de structure hexagonale.
Les larves qui en éclosent sont complètement transparentes et dépourvues de nageoire pré-anale.
Elles évoluent à travers différentes métamorphoses en grandissant jusqu'à atteindre leur apparence adulte vers 4 cm

### Utilisation commerciale
Saurida elongata fait partie des espèces pêchées et consommées par l'être humain.

## Publication originale
- Philipp Franz von Siebold, Willem de Haan, Hermann Schlegel et Coenraad Jacob Temminck, Fauna japonica, sive, Descriptio animalium, quae in itinere per Japoniam, jussu et auspiciis, superiorum, qui summum in India Batava imperium tenent, suscepto, annis 1823-1830, Harvard University, Museum of Comparative Zoology, Ernst Mayr Library, coll. « Fauna Japonica », 1833-1850, 173-269 p. (lire en ligne), chap. 2.